# Nadezjda Alliloejeva
Nadezjda Alliloejeva (Russisch: Аллилуева, Надежда Сергеевна) (Sint-Petersburg, 22 september 1901 – Moskou, 8 november 1932) was de tweede echtgenote van Jozef Stalin.

## Levensgeschiedenis

### Jonge jaren
Nadezjda Alliloejeva, bijgenaamd Nadja, werd op 22 september 1901 geboren als jongste dochter van Sergei en Olga Alliloejev. Ze woonden in de Sovetskaja Oelitsa in Sint-Petersburg. Sergei was Russisch spoorwegwerker. Olga had Duitse, Georgische en Roma voorouders en sprak Russisch met een sterk accent.
Beiden waren bolsjewieken van het eerste uur en hielpen in Sint-Petersburg medestanders (zoals Lenin) met praktische en financiële steun en onderdak om uit handen te blijven van de tsaristische politie. Ook Jozef Stalin dook regelmatig onder bij de Alliloejevas en beschouwde hen na verloop van tijd zelfs als familie. Stalin, wiens eerste vrouw, Jekaterina Svanidze, in 1907 overleed, moet Nadja in 1911 of 1912 ontmoet hebben. Het jonge tienermeisje werd onmiddellijk gecharmeerd door de grote mysterieuze Georgiër met de snor. Er waren geruchten dat Nadezjda Stalins eigen dochter was, omdat hij in zijn jonge jaren ook een verhouding had met Olga Alliloejeva.
Na de revolutie, in 1918, werkte de jonge, knappe Nadezjda in het secretariaat van Lenin als vertrouwelijke codeur. Ze was serieus van aard en onthield zich van leuke kleding, make-up en juwelen omdat ze dat niet gepast vond voor een echte bolsjewiek. Stalin werkte ondertussen op zijn commissariaat in Moskou. Wanneer beiden voor hun werk in het huidige Wolgograd waren, ontmoetten Stalin en Nadja elkaar opnieuw. Nadezjda werd wel vergezeld door een chaperonne maar op een avond zocht een ietwat dronken Stalin toch toenadering. Blijkbaar vond Nadezjda dit niet onprettig: kort na Stalins terugkeer naar het Kremlin werden ze een koppel. Nadezjda werd aangetrokken door Stalins revolutionaire ideeën en macht, voor Stalin was Nadezjda niet alleen mooi maar ook erg waardevol. Ze hielp immers verscheidene malen zijn politieke carrière door informatie aan hem door te spelen die ze gedecodeerd had voor haar baas, Lenin.

### Huwelijk
Toen de romance ter ore kwam van Nadezjda’s ouders, waren ze er echter niet zo gelukkig mee. Ze wisten immers dat Stalin wreed kon zijn. Toch huwden Jozef Stalin en Nadezjda Alliloejeva op 24 maart 1919 in een bevolkingsbureau in Moskou. Op de plechtigheid waren enkel de nodige getuigen aanwezig. Ze woonden in een appartement op het Kremlin.
Stalin en Nadezjda vertoefden vaak in elkaars aanwezigheid maar waren toch niet gelukkig en hadden vaak ruzie. Nadja leek in het geheel niet op Stalins eerste vrouw die erg onderdanig was. Nadja reageerde steeds fel wanneer haar echtgenoot in haar bijzijn schuttingtaal gebruikte. Stalin reageerde hierop door expres obsceen te zijn bij genodigden om zo Nadja woedend te maken. Mogelijk was Nadezjda manisch-depressief. Er wordt immers gezegd dat ze last had van stemmingswisselingen.

### Kinderen
Ze kregen twee kinderen: in 1921 werd hun zoon Vasily geboren, in 1926 hun dochter Svetlana, het lievelingskind van Stalin. Uit bijgeloof durfde Nadja haar dochter de eerste maanden aan niemand te laten zien.
Ze had een vriendschappelijke omgang met haar zoon maar voelde zich minder betrokken bij haar dochter. Voor beide kinderen was ze streng.

### Later leven
Om zichzelf verder te ontwikkelen studeerde Nadezjda chemie. Op die manier leerde ze via medestudenten de verschrikkelijke gevolgen van het Stalinisme kennen. Wanneer ze haar echtgenoot confronteerde met de verhalen van massa-executies en hongersnood in dorpen, werd Stalin woedend: hij vervloekte Nadezjda en liet haar medestudenten die dit vertelden arresteren. Hij raakte daardoor nog meer verstokt in zijn anti-studenten houding.
In de loop van 1926 kon Nadezjda niet meer leven met de persoonlijkheid van haar echtgenoot, noch met zijn politiek. Ze ging met haar kinderen terug naar het huis van haar ouders in Leningrad. En hoewel Stalin haar op een bepaald moment heeft kunnen overtuigen terug te komen, waren ze na deze scheiding nog slechts zelden gelukkig samen. Eind 1931 glimlachte Nadezjda nog weinig, zo getuigde haar nichtje Kira Alliloejeva. Nadezdja keek altijd somber en streng en had veel last van migraine. De zomer van 1932 bracht ze door in Sotsji aan de Zwarte Zee, met de familie Alliloejev, Kirov en Molotov.

### Levenseinde
Op de avond van 8 november 1932 vond in het Kremlin een banket plaats ter ere van de 15e verjaardag van de Oktoberrevolutie. In de loop van deze avond kregen Stalin en Nadja ruzie en werd Stalin ten overstaan van alle gasten grof tegen Nadja. Ze verliet schreeuwend de kamer. Molotovs vrouw en vriendin van Nadja, Pauline, volgde haar en bleef bij haar tot ze gekalmeerd leek. Later die avond werd Nadja dood aangetroffen in haar slaapkamer met een Walther-revolver (die ze van haar broer Pavel gekregen had) naast haar.
Officieel werd gemeld dat Nadezjda overleed aan een blindedarmontsteking. Aannemelijker is dat het om zelfmoord ging. De twee dokters Levin en Pletnev die weigerden om de valse verklaringen met betrekking tot haar doodsoorzaak te ondertekenen werden later veroordeeld en geëxecuteerd. Er zijn ook geruchten dat het pistool werd aangetroffen in de hand van Nadja die ze niet gebruikte en dat het dus om een in scène gezette zelfmoord gaat. Vele Russen verdenken dan ook Stalin van moord op Nadezjda.
Familieleden getuigden dat Stalin erg veel verdriet had om Nadezjda. Nadja’s broer en diens vrouw woonden tijdelijk in het Kremlin uit bezorgdheid om Stalin.
Nadezjda werd begraven op de Novodevitsji-begraafplaats, gelegen in een buitenwijk van Moskou. Deze begraafplaats wordt beschouwd als een van de meest prestigieuze in Rusland, het Père Lachaise van Moskou. Tijdens het Sovjet-bewind is het qua status alleen ondergeschikt aan de Kremlinmuur. Niet alleen familie van Stalin zoals Nadezjda en hun zoon Vasili is daar begraven maar ook anderen gekenden van hem zoals Nikolaj Gogol, Anton Tsjechov, Nikita Chroesjtsjov, Vjatsjeslav Molotov en Andrej Toepolev. Meer recentelijk vonden ook o.a. Raisa Gorbatsjova, Nikolaj Rubinstein en Boris Jeltsin daar een laatste rustplaats.

### Na haar dood
De zoon van Nadezjda, Vasily, werd gevechtspiloot en diende in de Sovjetluchtmacht. Hij onderscheidde zich in de Tweede Wereldoorlog als een capabele vliegenier. Door corruptie belandde hij echter in de cel. Hij stierf in 1962, officieel aan alcoholisme.
Svetlana emigreerde in 1967 naar de Verenigde Staten.
Anna Alliloejeva, zus van Nadezjda, werd in 1948 tot tien jaar cel veroordeeld, haar man werd in 1938 doodgeschoten.
- Bibliothèque nationale de France: cb169824103 (data)
- Gemeinsame Normdatei: 12452575X
- International Standard Name Identifier: 0000 0000 3212 4711
- Library of Congress Control Number: n93038541
- Nationale Bibliotheek van Tsjechië: jo2003168155
- Nationale Bibliotheek van Polen: a0000001192001
- Nederlandse Thesaurus van Auteursnamen: 154968455
- Virtual International Authority File: 74787120
- WorldCat: E39PBJgCKGrDGhyCKpkjXWYkjC